# Мария Мутафчиева
Мария Илиева Мутафчиева (Мери) е българска певица, музикантка, композиторка и авторка на песни.

## Биография
Родена е в Бургас на 10 февруари 1973 г. Завършва Математическата гимназия в града, а след това – специалността „Славянски филологии“ в СУ „Св. Климент Охридски“. Свири на пиано и посещава уроци по солфеж от шестгодишна възраст. През 1994 г. заедно с Мирослав Мутафчиев и Илиян Георгиев създава популярната група „Мери Бойс Бенд“. Тя е вокалистка и авторка на музиката и текстовете на песните на групата. Месец след като „Мери Бойс Бенд“ печели наградата за БГ група на 2012 г. и пуска на музикалния пазар албума си „Непознати улици 2012“, Мария Мутафчиева издава и книга с това име. В нея са събрани ранни стихове и първите ѝ текстове за песни. През същата година тя стартира и Национален поетичен конкурс „Непознати улици“, за ученици от 7-и до 12-и клас, който се провежда всяка година през октомври. През 2023 г. Мария Мутафчиева – Мери издава самостоятелен албум, който носи името „Продължавай да мечтаеш". От него са синглите: „Приказка за нас“, „Дъждовните дни“, „В моето сърце“, „Нежната тайна“, „Любовта“, „Остани“, „Говори ми“ и едноименната „Продължавай да мечтаеш“.
„Мери Бойс Бенд“ добива популярност в софийските клубове през 1995 г., скоро след създаването си. Носител е на много награди и номинации за музика. Нейни клипове са излъчвани в престижния World Chart Express на MTV. Истинският връх в кариерата на групата идва още с издаването на първия ѝ авторски албум, чиято заглавна песен „Непознати улици“ е поместена в учебници по музика за шести, седми и осми клас. В учебници по музика, съответно за седми и девети клас, са и песните „Дългият път към дома“ и „Слънчогледите“.

## Дискография

### Албуми с „Мери Бойс Бенд“
- „Непознати улици“ (2001) – музика и текст на всички песни: Мария Мутафчиева (освен „Есен“ на Митко Щерев, Стефан Банков), аранжимент на всички песни: „Мери Бойс Бенд“.[2]
- „Само за теб“ (2004) – музика и текст на всички песни: Мария Мутафчиева, аранжимент на всички песни: „Мери Бойс Бенд“.
- Distant streets – compilation (2004) – музика и текст на № 1, 3, 4, 6, 11, 12: Мария Мутафчиева, а на останалите: музика – Карл-Хайнц Колонерус, текст – Анита Каримова, текст на 10: Карл-Хайнц Колонерус, аранжимент на всички песни: „Мери Бойс Бенд“.
- „Дългият път към дома“ (2010) – музика и текст на всички песни: Мария Мутафчиева, аранжимент на всички песни: „Мери Бойс Бенд“.
- „Непознати улици 2012“ (2012) – музика и текст на всички песни: Мария Мутафчиева, аранжимент на всички песни: „Мери Бойс Бенд“.
- „Щастливи дни“ (2018) – музика и текст на всички песни: Мария Мутафчиева (освен „До края на света“ – музика: Мирослав Мутафчиев), аранжимент на всички песни: Мирослав Мутафчиев и „Мери Бойс Бенд“.
- „Продължавай да мечтаеш“ (2023) – музика и текст на всички песни: Мария Мутафчиева, аранжимент на всички песни: Мирослав Мутафчиев